# Choza Music
Choza Music — макси-сингл группы Полюса, презентованный в 2009 году. Он состоит из двух треков, впоследствии вошедших в третий альбом группы («Дальше»), и пяти бонус-треков, ранее нигде не издававшихся. Весь материал записан в Санкт-Петербурге на студиях «Добролёт», «Мелодия».

## Рецензии
Группа по-прежнему соблюдает полярность, записывая совершенно разные песни. Здесь красивейшая лирика «Опознавательных знаков» соседствует с дурашливой «Песней про перца». Нетрудно догадаться, какая из этих вещей засветилась в радиоэфирах, пусть и не столь широкомасштабно, как выстрелившая пару лет назад «Киборг едет в Выборг». Главное, что в случае «Полюсов» эти «прикольные» песенки вовсе не прогиб под радиоформат. Просто такая полярная группа
 — пишет FUZZ о макси-сингле

## Список композиций
Слова и музыка всех песен — Илья Разин.
| №  | Название                | Длительность |
| -- | ----------------------- | ------------ |
| 1. | «Пуля»                  | 4:36         |
| 2. | «Опознавательные знаки» | 4:22         |
| 3. | «Песня про перца»       | 3:01         |
| 4. | «Сугробы губы»          | 3:42         |
| 5. | «Между нами»            | 4:18         |
| 6. | «Шишки»                 | 3:41         |
| 7. | «CHOZA music»           | 3:43         |

## В записи участвовали
- Илья Разин — тексты, музыка, вокал, гитара (1—7)
- Павел Вовк — бас-гитара (1—3)
- Игорь Беленко — барабаны (1—7)
- Влад Жуков — бэк-вокал, клавишные, программирование, сведение, саунд-продакшн (1—3)
- Дмитрий Кунин — бас-гитара (4—7)
- Денис Дулицкий — клавишные (4—7), бэк-вокал (7)
- Николай Бичан — клавишные, гитара (1)
- Николай Рубанов — саксофон (4, 6)
- Рамиль Шамсутдинов — тромбон (6)
- Анастасия Nine — бэк-вокал (2)
- Ян Баканов — бэк-вокал (3)
- Андрей Алякринский — сведение (4, 5, 6, 7)
- Борис Истомин — мастеринг